# Ute Frevert
Ute Frevert (née le 10 juin 1954 à Schötmar, Bad Salzuflen, Rhénanie-du-Nord-Westphalie) est une historienne allemande.

## Biographie
Née en 1954, Ute Frevert étudie de 1971 à 1977 l'histoire et les sciences sociales à l'université de Münster et à la London School of Economics and Political Science. Elle obtient son doctorat à l'université de Bielefeld en 1982, devient pendant quelques années l'assistante de Jürgen Kocka, et est habilitée à enseigner en 1989,,.
Par ses recherches et ses publications, elle est devenue une spécialiste de l'Allemagne moderne et contemporaine, développant une approche par l'histoire sociale et du genre. Ses recherches ont porté notamment sur le traitement social des maladies, sur l'histoire des femmes, sur les codes masculins de l'honneurs, sur la militarisation de la société allemande, puis dans les années 2000 et 2010, sur le pouvoir des émotions. Elle enseigne dans des facultés de l'université libre de Berlin, l'université de Constance, et  l'université de Bielefeld. De 2003 à 2007, elle est professeur d'Histoire de l'Allemagne à l'université Yale. Puis, à partir de 2008, elle devient  directrice exécutive du Centre d'histoire des émotions à l'Institut Max-Planck de développement humain. En 1998, elle a reçu également pour ses recherches le prix Gottfried-Wilhelm-Leibniz. Elle est membre de l'Académie des sciences de Berlin et de plusieurs autres sociétés savantes, et fait partie du comité éditorial de quelques revues allemandes ou autrichiennes,,..

## Récompenses
Ute Frevert a reçu le prix Gottfried-Wilhelm-Leibniz pour ses recherches historiques en 1998.

## Principales publications
- 1982 : Krankheit als politisches Problem 1770–1880. Soziale Unterschichten in Preußen zwischen medizinischer Polizei und staatlicher Sozialversicherung. Dissertation, Bielefeld 1982. Vandenhoeck und Ruprecht, Göttingen, 1984  (ISBN 3-525-35721-4).
- 1986 : Frauen-Geschichte. Zwischen Bürgerlicher Verbesserung und Neuer Weiblichkeit. Suhrkamp, Francfort-sur-le-Main  (ISBN 3-518-11284-8) (Neue Historische Bibliothek).
- 1989 : Ehrenmänner. Das Duell in der bürgerlichen Gesellschaft. Habilitationsschrift, Bielefeld 1989. Beck, Munich  (ISBN 3-406-35117-4).
- 1995 : Mann und Weib und Weib und Mann. Geschlechterdifferenzen in der Moderne. Beck, Munich, 1995  (ISBN 3-406-39200-8).
- 1999 : avec Aleida Assmann : Geschichtsvergessenheit – Geschichtsversessenheit. Vom Umgang mit deutschen Vergangenheiten nach 1945. Deutsche Verlags-Anstalt, Stuttgart  (ISBN 3-421-05288-3).
- 2001 : Die kasernierte Nation: Militärdienst und Zivilgesellschaft in Deutschland, Berlin, Beck
- 2003 : Eurovisionen. Ansichten guter Europäer im 19. und 20. Jahrhundert. Fischer, Francfort-sur-le-Main  (ISBN 3-596-60146-0).
- 2013 : Vertrauensfragen. Eine Obsession der Moderne. Beck, Munich  (ISBN 978-3-406-65609-5).
- 2013 : Vergängliche Gefühle, Wallstein, Göttingen  (ISBN 978-3-8353-1160-2).
- 2017 : Die Politik der Demütigung. Schauplätze von Macht und Ohnmacht. Fischer, Francfort-sur-le-Main  (ISBN 978-3-10-397222-1).
- 2019 : avec Bettina Frevert : Die Macht der Gefühle. Deutschland 19|19. Eine Ausstellung von Ute und Bettina Frevert. Ausstellungskatalog. Bundesstiftung zur Aufarbeitung der SED-Diktatur, Berlin.
- 2019 : Kapitalismus, Märkte und Moral. Residenz, Vienne/Salzbourg  (ISBN 978-3-7017-3478-8).
- 2020 : Mächtige Gefühle. Von A wie Angst bis Z wie Zuneigung – Deutsche Geschichte seit 1900. Fischer, Francfort-sur-le-Main  (ISBN 978-3-10-397052-4).